# Unterverbriefung
Bei der Unterverbriefung (auch als Schwarzbeurkundung bezeichnet) wird im notariellen Kaufvertrag (Grundstücks- und Immobilienkauf) ein Kaufpreis eingetragen, der deutlich niedriger ist als der tatsächlich vereinbarte Kaufpreis.
Dadurch versuchen die Vertragsparteien Gebühren (Notargebühren, Grundbuchgebühren) und Steuern (Grunderwerbsteuer und gegebenenfalls Einkommensteuer) zu sparen.
Die Bezahlung des Kaufgegenstands erfolgt meistens "unter der Hand" vor oder nach dem Kauf. Die übliche Zahlungsmethode ist die Zahlung durch Bargeld.

## Folgen
Der beurkundete Vertrag ist nach § 117 BGB als Scheingeschäft nichtig. Der Vertrag über den wirklichen Kaufpreis ist nach § 311b Abs. 1 Satz 1, § 125 BGB wegen Formmangels nichtig. Kommt es zu irgendwelchen Problemen bei der Vertragsabwicklung und scheitert dadurch die Heilung des Formmangels durch Auflassung und Eintragung im Grundbuch (vgl. § 311b Abs. 1 Satz 2 BGB), wird der Vertrag rückabgewickelt. Dabei können bereits geleistete Zahlungen für den Käufer verloren sein.
Wird eine Unterverbriefung durch Behörden – beispielsweise das Finanzamt –  festgestellt, führt dies gegebenenfalls zur Nachzahlung der hinterzogenen Steuern und zu einem Strafverfahren wegen Steuerhinterziehung.
Zusätzliches Risiko: Wird die Zahlung, die ‚unter der Hand‘ erfolgen soll, vor dem Termin vereinbart, verliert der Verkäufer unter Umständen plötzlich das Interesse am Verkauf. Für den Käufer ist es dann schwer bis unmöglich, die geleistete Zahlung zurückzufordern. Im umgekehrten Fall soll der Käufer nach der Beurkundung die Differenz zahlen. Dem Verkäufer fehlt in diesem Fall der einklagbare Anspruch. Weigert sich der Käufer zu zahlen, kann sich der Verkäufer hiergegen kaum wehren.